# Горелка (село)
Горе́лка — село в Воронежской области. Входит в состав Борисоглебского городского округа.

## Население
| 1859 | 1897  | 2010 |
| ---- | ----- | ---- |
| 2855 | ↗3772 | ↘390 |

## Улицы
| - ул. Бугровая, - ул. Молодёжная, - пер. Набережный, - ул. Низовая, - ул. Октябрьская, | - ул. Проезжая, - ул. Садовая, - ул. Северная, - ул. Советская, - пер. Советский. |